# Railway Settlement Roza
Railway Settlement Roza è una suddivisione dell'India, classificata come nagar panchayat, di 10.499 abitanti, situata nel distretto di Shahjahanpur, nello stato federato dell'Uttar Pradesh.